# Virginia Slims of Arizona 1987
Il Virginia Slims of Arizona 1987 è stato un torneo di tennis giocato sul cemento. È stata la 12ª edizione del torneo, che fa parte del Virginia Slims World Championship Series 1987. Si è giocato a Phoenix negli USA, dal 9 al 15 marzo 1987.

## Campionesse

### Singolare
Anne White ha battuto in finale  Dianne Balestrat con il punteggio di 6–1, 6–2

### Doppio
Penny Barg /  Beth Herr hanno battuto in finale  Mary Lou Daniels /  Anne White con il punteggio di 2–6, 6–2, 7–6